# Enaria squamata
Enaria squamata är en skalbaggsart som beskrevs av Marc Lacroix 1993. Enaria squamata ingår i släktet Enaria och familjen Melolonthidae. Inga underarter finns listade i Catalogue of Life.